# Joe Sacco (ishockeyspelare)
Joseph William "Joe" Sacco, född 4 februari 1969, är en amerikansk ishockeytränare och före detta professionell ishockeyforward som senast var tränare för Boston Bruins i National Hockey League (NHL) mellan den 19 november 2024 och den 5 juni 2025.
Han är bror till David Sacco.

## Spelare
Han tillbringade 13 säsonger i den nordamerikanska ishockeyligan National Hockey League (NHL), där han spelade för Toronto Maple Leafs, Mighty Ducks of Anaheim, New York Islanders, Washington Capitals och Philadelphia Flyers. Han producerade 213 poäng (94 mål och 119 assists) samt drog på sig 421 utvisningsminuter på 738 grundspelsmatcher.
Sacco spelade också för Newmarket Saints, St. John's Maple Leafs och Philadelphia Phantoms i American Hockey League (AHL) och Boston University Terriers i National Collegiate Athletic Association (NCAA).
Han draftades av Toronto Maple Leafs i fjärde rundan i 1987 års draft som 71:a spelare totalt.

### Statistik
| 1985–1986   | Medford Mustangs           |             | 20  | 30 | 30  | 60  | —   | —  | — | — | —  | — |
| 1986–1987   | Medford Mustangs           |             | 21  | 22 | 32  | 54  | —   | —  | — | — | —  | — |
| 1987–1988   | Boston University Terriers | NCAA        | 34  | 14 | 22  | 36  | 38  | —  | — | — | —  | — |
| 1988–1989   | Boston University Terriers | NCAA        | 33  | 21 | 19  | 40  | 66  | —  | — | — | —  | — |
| 1989–1990   | Boston University Terriers | NCAA        | 44  | 28 | 24  | 52  | 70  | —  | — | — | —  | — |
| 1990–1991   | Toronto Maple Leafs        | NHL         | 20  | 0  | 5   | 5   | 2   | —  | — | — | —  | — |
|             | Newmarket Saints           | AHL         | 49  | 18 | 17  | 35  | 24  | —  | — | — | —  | — |
| 1991–1992   | Toronto Maple Leafs        | NHL         | 17  | 7  | 4   | 11  | 4   | —  | — | — | —  | — |
|             | St. John's Maple Leafs     | AHL         | —   | —  | —   | —   | —   | 1  | 1 | 1 | 2  | 0 |
|             | USA                        |             | 50  | 11 | 26  | 37  | 61  | —  | — | — | —  | — |
| 1992–1993   | Toronto Maple Leafs        | NHL         | 23  | 4  | 4   | 8   | 8   | —  | — | — | —  | — |
|             | St. John's Maple Leafs     | AHL         | 37  | 14 | 16  | 30  | 45  | 7  | 6 | 4 | 10 | 2 |
| 1993–1994   | Mighty Ducks of Anaheim    | NHL         | 84  | 19 | 18  | 37  | 61  | —  | — | — | —  | — |
| 1994–1995   | Mighty Ducks of Anaheim    | NHL         | 41  | 10 | 8   | 18  | 23  | —  | — | — | —  | — |
| 1995–1996   | Mighty Ducks of Anaheim    | NHL         | 76  | 13 | 14  | 27  | 40  | —  | — | — | —  | — |
| 1996–1997   | Mighty Ducks of Anaheim    | NHL         | 77  | 12 | 17  | 29  | 35  | 11 | 2 | 0 | 2  | 2 |
| 1997–1998   | Mighty Ducks of Anaheim    | NHL         | 55  | 8  | 11  | 19  | 24  | —  | — | — | —  | — |
|             | New York Islanders         | NHL         | 25  | 3  | 3   | 6   | 10  | —  | — | — | —  | — |
| 1998–1999   | New York Islanders         | NHL         | 73  | 3  | 0   | 3   | 45  | —  | — | — | —  | — |
| 1999–2000   | Washington Capitals        | NHL         | 79  | 7  | 16  | 23  | 50  | 5  | 0 | 0 | 0  | 4 |
| 2000–2001   | Washington Capitals        | NHL         | 69  | 7  | 7   | 14  | 48  | 6  | 0 | 0 | 0  | 2 |
| 2001–2002   | Washington Capitals        | NHL         | 65  | 0  | 7   | 7   | 51  | —  | — | — | —  | — |
| 2002–2003   | Philadelphia Flyers        | NHL         | 34  | 1  | 5   | 6   | 20  | 4  | 0 | 0 | 0  | 0 |
|             | Philadelphia Phantoms      | AHL         | 6   | 4  | 3   | 7   | 4   | —  | — | — | —  | — |
| NHL totalt  | NHL totalt                 | NHL totalt  | 738 | 94 | 119 | 213 | 421 | 26 | 2 | 0 | 2  | 8 |
| AHL totalt  | AHL totalt                 | AHL totalt  | 92  | 36 | 36  | 72  | 73  | 8  | 7 | 5 | 12 | 2 |
| NCAA totalt | NCAA totalt                | NCAA totalt | 111 | 63 | 65  | 128 | 174 | —  | — | — | —  | — |

#### Internationellt
| Källa: Utv = Utvisningsminuter | Källa: Utv = Utvisningsminuter | Källa: Utv = Utvisningsminuter |         |     |         |       |     |  |
| År                             | Lag                            | Mästerskap                     | Matcher | Mål | Assists | Poäng | Utv |  |
| ------------------------------ | ------------------------------ | ------------------------------ | ------- | --- | ------- | ----- | --- |  |
| 1989                           | USA                            | JVM                            | 7       | 3   | 1       | 4     | 2   |  |
| 1990                           | USA                            | VM                             | 10      | 1   | 1       | 2     | 2   |  |
| 1991                           | USA                            | VM                             | 10      | 1   | 0       | 1     | 6   |  |
| 1992                           | USA                            | OS                             | 8       | 0   | 2       | 2     | 0   |  |
| 1992                           | USA                            | VM                             | 6       | 1   | 0       | 1     | 4   |  |
| 1994                           | USA                            | VM                             | 8       | 0   | 1       | 1     | 14  |  |
| 1996                           | USA                            | VM                             | 8       | 2   | 4       | 6     | 2   |  |
| 2002                           | USA                            | VM                             | 7       | 2   | 1       | 3     | 2   |  |
| Junior totalt                  | Junior totalt                  | Junior totalt                  | 7       | 3   | 1       | 4     | 2   |  |
| Senior totalt                  | Senior totalt                  | Senior totalt                  | 57      | 7   | 9       | 16    | 30  |  |

## Tränare
Sacco har varit assisterande tränare för Lowell Lock Monsters, Albany River Rats, Buffalo Sabres och Boston Bruins och tränare för Colorado Avalanche. Sedan den 19 november 2024 är han tränare för Boston Bruins.

### Statistik
Källa: 
| Lag                | Säsong    | Grundserie | Grundserie | Grundserie | Grundserie         | Grundserie | Grundserie      | Slutspel                   |  |
| Lag                | Säsong    | Matcher    | Vinster    | Förluster  | Övertids förluster | Poäng      | Placering       | Resultat                   |  |
| ------------------ | --------- | ---------- | ---------- | ---------- | ------------------ | ---------- | --------------- | -------------------------- |  |
| Colorado Avalanche | 2009–2010 | 82         | 43         | 30         | 9                  | 95         | 2:a i Northwest | Förlorade i första rundan. |  |
| Colorado Avalanche | 2010–2011 | 82         | 30         | 44         | 8                  | 68         | 4:a i Northwest | Missade slutspel.          |  |
| Colorado Avalanche | 2011–2012 | 82         | 41         | 35         | 6                  | 88         | 3:a i Northwest | Missade slutspel.          |  |
| Colorado Avalanche | 2012–2013 | 48         | 16         | 25         | 7                  | 39         | 5:a i Northwest | Missade slutspel.          |  |
| Boston Bruins      | 2024–2025 | 62         | 25         | 30         | 7                  | 57         | 8:a i Atlantic  | Missade slutspel.          |  |
| Totalt             | Totalt    | 356        | 155        | 164        | 37                 | 347        |                 |                            |  |